# Walter Dürst
Walter Paul «Watschga» Dürst (* 28. Februar 1927 in Davos; † 2. Mai 2016) war ein Schweizer Eishockeyspieler. Sein Bruder Hans sowie sein Sohn Walter junior waren ebenfalls Eishockeyspieler.

## Karriere
Walter Dürst nahm für die Schweizer Nationalmannschaft an den Olympischen Winterspielen 1948 in St. Moritz und 1952 in Oslo teil. Bei den Winterspielen 1948 gewann er mit seiner Mannschaft die Bronzemedaille. Zudem stand er im Aufgebot seines Landes bei den Weltmeisterschaften 1950 und 1951, bei denen er ebenfalls jeweils die Bronzemedaille gewann. Als bestes europäisches Team wurde die Schweiz 1950 Europameister. Auf Vereinsebene spielte er für den HC Davos.
Als er 1948 einen Meisterkurs an der Fachschule Schlosstal in Winterthur besuchte, spielte er für kurze Zeit für den EHC Veltheim, wobei der HC Davos hierfür Veltheim sogar noch was zahlte, damit dieser dort spielen konnte.

## Erfolge und Auszeichnungen
- 1947 Schweizer Meister mit dem HC Davos
- 1948 Schweizer Meister mit dem HC Davos
- 1950 Schweizer Meister mit dem HC Davos
- 1951 Gewinn des Spengler Cups mit dem HC Davos
- 1957 Gewinn des Spengler Cups mit dem HC Davos
- 1958 Schweizer Meister mit dem HC Davos
- 1958 Gewinn des Spengler Cups mit dem HC Davos
- 1960 Schweizer Meister mit dem HC Davos

### International
- 1948 Bronzemedaille bei den Olympischen Winterspielen
- 1950 Bronzemedaille bei der Weltmeisterschaft

Goldmedaille bei der Europameisterschaft
- 1951 Bronzemedaille bei der Weltmeisterschaft

Silbermedaille bei der Europameisterschaft
- 1952 Bronzemedaille bei der Europameisterschaft
- 1953 Bronzemedaille bei der Weltmeisterschaft

Bronzemedaille bei der Europameisterschaft